# Those Athletic Girls
Pour plus de détails, voir Fiche technique et Distribution.
Those Athletic Girls est un court métrage américain réalisé par Edward F. Cline et Hampton Del Ruth, sorti en 1918.

## Fiche technique
- Réalisation : Edward F. Cline, Hampton Del Ruth[1]
- Producteur : Mack Sennett[2]
- Photographie : Phil Whitman
- Production : Mack Sennett Comedies
- Distributeur : Paramount Pictures
- Format : 35 mm - Noir et blanc
- Son : Muet
- Genre : Comédie
- Durée : 20 minutes (2 bobines)[3]
- Date de sortie :
  - États-Unis : 24 mars 1918

## Distribution
- Louise Fazenda : La concierge

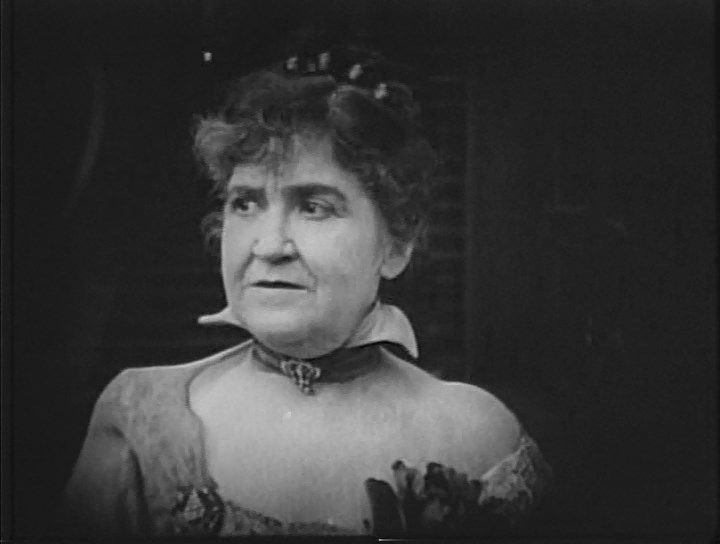
Laura La Varnie en 1918.

- Jack Cooper : le mari de la concierge
- Laura La Varnie : la directrice de l'école
- Glen Cavender : le secrétaire de la directrice
- Ethel Teare : l'instructrice
- Phyllis Haver : une étudiante
- Vera Steadman : une étudiante
- Marvel Rea : une étudiante
- Slim Summerville : le gardien